# Wolfgang Weisskopf

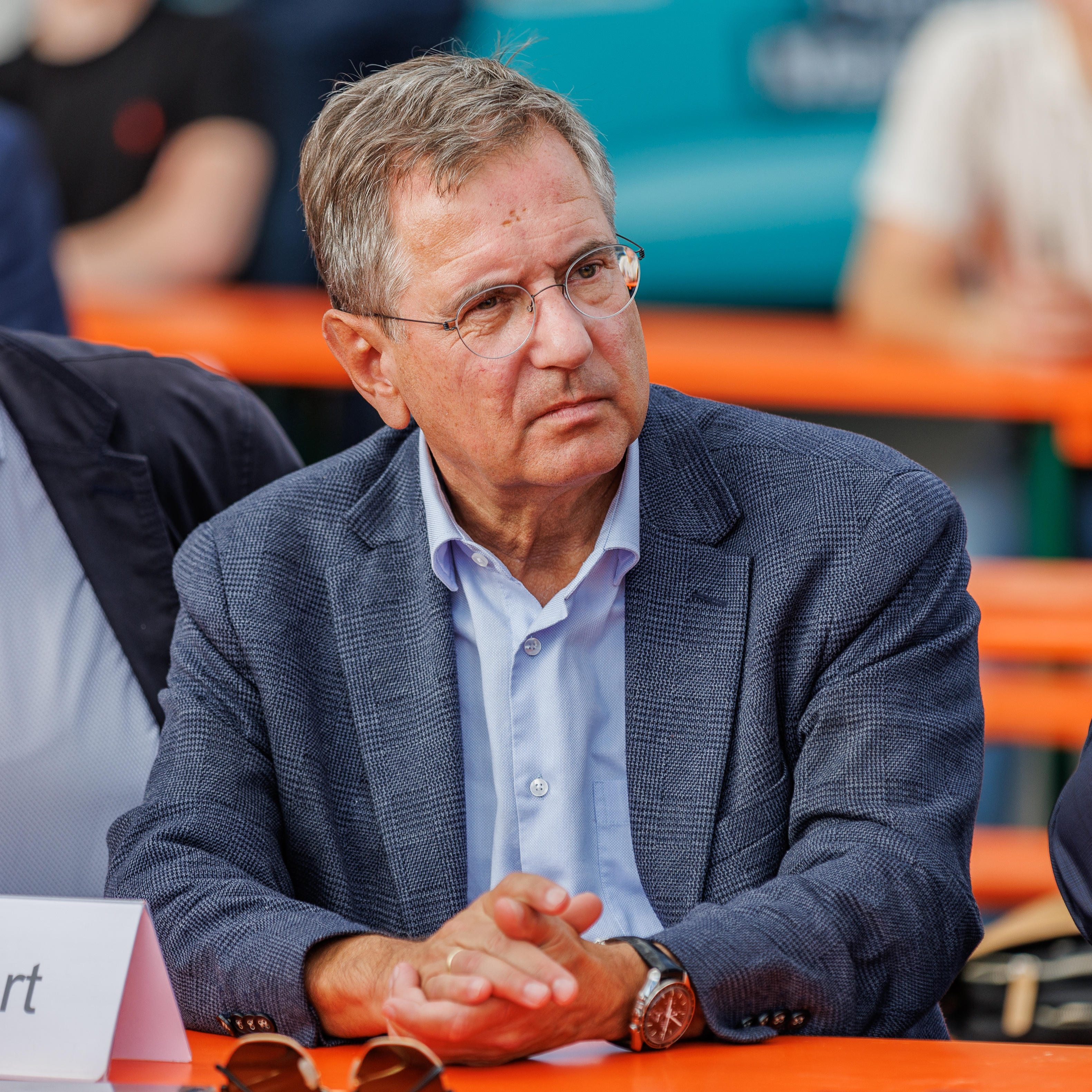
Wolfgang Weisskopf (2024)

Wolfgang Weisskopf (* 1959 in Bad Homburg) ist ein deutscher Politiker (CDU). Er ist seit 2024 Abgeordneter im Thüringer Landtag.

## Leben
Nach dem Abitur 1979 am Max-Planck-Gymnasium in Heidenheim an der Brenz leistete Weisskopf seinen Wehrdienst bei der Luftwaffe. Er studierte von 1980 bis 1981 Wirtschaftsingenieurwesen an der TU Karlsruhe und von 1981 bis 1986 Rechtswissenschaft an den Universitäten in Regensburg und Tübingen. 1986 schloss er das Studium mit dem Ersten juristischen Staatsexamen ab. Danach absolvierte er von 1987 bis 1989 das Referendariat am Landgericht Stuttgart; 1989 legte er das Zweite juristische Staatsexamen ab. 1991 wurde er an der Universität Tübingen bei Heinz-Dieter Assmann mit dem Thema Das ordentliche Lösungsrecht des Gesellschafters einer GmbH & Co. KG zum Dr. jur. promoviert. Seit 1991 ist er als Rechtsanwalt in einer Anwaltskanzlei in Erfurt tätig.
Wolfgang Weisskopf ist verheiratet und hat zwei Kinder.

## Politische Laufbahn
Weisskopf ist seit 2020 Vorsitzender des CDU-Kreisverbandes Erfurt. Er war Landesschatzmeister der CDU Thüringen und ist seit 2024 stellvertretender Landesvorsitzender der Partei. Außerdem ist er stellvertretender Vorsitzender im Landesverband Thüringen des Wirtschaftsrats der CDU.
Weisskopf ist Mitglied des Erfurter Stadtrats. Bei der Landtagswahl 2024 kandidierte er für das Direktmandat im Wahlkreis 26 (Erfurt III) und zog über die Landesliste der CDU in den Thüringer Landtag ein. In der 8. Legislaturperiode ist er im Landtag Mitglied des Haushalts- und Finanzausschusses sowie des Wahlprüfungsausschusses.

## Mitgliedschaften
Weisskopf ist Mitglied im Vorstand der Basketball Löwen Erfurt und Mitglied im Lions Club Erfurt-Thuringia.